# F-15 Strike Eagle III
F-15 Strike Eagle III is een computerspel dat werd ontwikkeld en uitgegeven door MicroProse Software en dat in 1992 op de markt kwam. Het is een mengeling van een vliegsimulator en een actiespel. Voor haar tijd had het spel een zeer goede computergraphics, zowel van het vliegtuig als van het landschap.
Tijdens het spel bestuurt de speler een straaljager van het type F-15E Strike Eagle en moet deze een missie uitvoeren boven Irak, Panama of het Koreaanse schiereiland. Het spel is de opvolger van F-15 Strike Eagle en F-15 Strike Eagle II.